# 黄玉清 (抗联将领)
黄玉清（1899年—1940年2月20日），原名黄亨镐，又名韩亨镐，朝鲜族，东北抗日联军将领，1936年起历任抗联第四军政治部主任、抗联第二路军总部政务处主任，2015年8月入选著名抗日英烈、英雄群体名录。

## 生平

### 早期生涯
1899年，黄玉清出生于朝鲜咸镜北道吉州郡一个贫苦农民家庭里。1905年，他随家人迁往黑龙江省穆棱县向阳村，后入中国籍。1913年，黄玉清小学毕业后开始在家务农，后与佃农家庭出身的许贤淑结婚。1924年，他开始和一些进步人士一起从事张贴标语，散发传单等爱国活动。1928年，他带领村民进行了反抗地主剥削的减租、减息斗争。次年，他因组织反对当地一名亲日牧师的运动，被警察拘捕关押两个多月。1930年，他加入中国共产党，开始使用“黄玉清”这个化名。1931年，他当选中共穆棱县下城子区委书记，不久又任中共穆棱县委宣传委员，1932年6月任中共穆棱县宣传部长。:25-26:195-196:208
1932年下半年，日军加紧了对绥宁地区的侵犯。同年11月，中共绥宁中心县委（潘庆由任县委书记）邀请黄玉清前往参与筹建密山县委的工作。为响应号召，他放弃苦心经营的家业携妻儿离开穆棱搬到密山县西大林子:26:208-209。在中共绥宁中心县组织部长朴凤南的带领下，他与金根、金伯万等人在哈达河、西大林子等地建立起党支部，后成立密山县委。他被选为县委委员兼西大林子、白泡子地区区委书记。期间，他组织群众成立了“反日会”:156。

### 抗联第四军政治部主任
1934年9月，密山县委扩大会根据中共驻共产国际团的指示将密山游击队与李延禄的人民抗日革命军合并成立东北抗日同盟军第四军。黄玉清被调到东北抗日同盟军第四军一团二连任指导员。当时，他与许贤淑在密山又添了一个女儿。由于年纪太小无法带往部队，夫妻两人最终决定将女儿托养在邻居汉族反日会员刘大妈家里。许贤淑当时也已加入中国共产党，被编制到部队被服厂工作，不到十岁的儿子成为了部队小通讯员。1936年3月，东北抗日同盟军第四军改编为东北抗日联军第四军。黄玉清被任命为抗联第四军政治部主任，同年11月开始兼任第一师政治部主任。:26-27:209
1936年5月29日，黄玉清率部急行军60公里到密山哈达河，与该地伪军二十六团准备起义的士兵里应外合，俘虏伪军团长，收缴大量枪支弹药，以及马匹、被服等物资，收编起义伪军40人。同年6月下旬，他在勃利地区收编反日山林队，成立新三团，在勃利、林口地区展开游击战，消灭敌军力量，缴获军火与物资，使抗日部队得以在伪军原本控制较强的勃利县往来自如。:229-230
1937年初，黄玉清带领20人身着缴获来的日军服装，不费一枪一弹解除了占据山道路口的地主武装，帮助李延禄军长扫清了往返宝清和富锦的障碍。同年8月，他率部攻打凉水泉子，灭敌十余人，并缴获十三支步枪。通过“中国人不打中国人”的心理战，他成功使一部分伪军扭转枪口，转而加入抗联队伍。:27-29

### 西征
1938年初，日军对抗日联军发起大规模的“讨伐”与“扫荡”，企图将抗联消灭在三江省，抗联武装斗争陷入最艰难时刻。为打通与哈东、南满抗联，以及热河抗日武装的联系，同年5月，中共吉东、北满临时省委决定西征。西征途中，战争异常艰苦，同年8月许贤淑在元宝镇战斗中为救护一名受伤女战士而被俘，后被杀害。1938年冬，黄玉清率部多次进入五常地区，但没能与抗联十军取得上联系，被迫重返宝清。但宝清、富锦一带日军正在进行空前“讨伐”。与日军周旋两个多月后，他最终在1938年11月找到抗联第二路军总指挥部。:29-30:210
1939年9月，黄玉清被任命为东北抗联第二路军总部政务处主任，后于12月被选为中共吉东省委委员。周保中去苏联开会期间，他与五军三师师长张镇华在总指挥部负责指挥留守部队在宝清、富锦、勃利等地继续坚持与日军斗争。1940年2月20日，黄玉清与20余名战士在执行任务返回密营途中遭遇数十倍兵力的日伪军，黄玉清和战士们借助石灰窑与日伪军激战，但由于兵力差距悬殊牺牲，时年41岁。:221-222:198

## 纪念
- 黑龙江省牡丹江穆棱市八面通镇东山公园内建有黄玉清、潘庆由等六位抗联烈士的墓碑以及纪念碑。[10]:191-192
- 黑龙江省双鸭山市宝清县昔日抗联第四军的密营高山（原名“冷寒宫山”）被命名为“黄玉清山”[11]。
- 黑龙江省双鸭山市宝清县五九七吉祥山抗联英雄纪念馆建有黄玉清与周保中、张镇华、李文彬的群塑[12]。